# 固相線和液相線

由α和β組合混合物的相圖。上方的線為液相線，下方的線即為固相線

純物質有單一熔点，而混合物會在固相溫度（TS或Tsol）部份熔化，在較高的液相溫度（TL或Tliq）完全熔化。固相溫度恆小於或等於液相溫度。若固相溫度和液相溫度不相等，在兩者之間的區域稱為凝固範圍（freezing range），此區域內會有液相和固相共存的混合物（類似泥漿）像地球地幔中的橄榄石（鎂橄欖石-铁橄榄石）系統即為此例。

## 定義
在化學、材料科学及物理学中的液相線是指材料完全由固體熔化的溫度，液相溫度是在熱力學平衡狀態下，晶体可以和液態共存的最高溫度。固相線是特定物質在相图中完全凝固的溫度轨迹。固相溫度表示在該溫度以下，此物質會完全變成固體，也是熱力學平衡下液態可以和晶體共存的最低溫度。
液相線和固相線常用在不純的混合物中，像是玻璃、合金、陶瓷器、岩石和礦物。液相線和固相線會出現在二元混合物的相圖中，也出現在共晶系統偏離無變度點（invariant point）的情形下。

### 固相溫度和液相溫度相同的情形
若是化學元素或是化合物（例如純銅、純水等），其固相溫度和液相溫度相同，此時會用熔点一詞。
也有些混合物會在特定的溫度熔化，稱為一致熔融。共晶系統即為這類的例子。在共晶系統中，存在特定的混合比例，使固相溫度和液相溫度相同，此溫度稱為無變度點（invariant point）。在無變度點下，混合物會有共晶作用，二個混合物的固體都會在同一溫度熔化。

## 建模和量測
針對不同系統的固相線和液相線預測，已建立許多的模型。
固相線和液相線的具體量測可以用差示扫描量热法及差热分析進行。

## 效果
針對不純的物質（像是合金、蜂蜜、軟性飲料、冰淇淋），其熔點會變成範圍較寬的熔化區間。若溫度在熔化區間內，可以見到類似泥漿狀的固液共存平衡，沒有完全熔化，也沒有完全凝固。這也是高山上沒有雜質的雪可能維持固體，或是熔化，而地上比較髒的雪在特定溫度下會變成泥狀。金屬焊接的熔融池內會包括較高濃度的硫，可能因為基質金屬中的不純物質熔化，或是來自焊接電極，會讓的熔化區間變大，也會提高熱裂的風險。

### 冷卻時的特性
混合物的溫度若在液相溫度以上，會是平衡態下的液體。若系統僅低於液相溫度一些，在等待夠長的時間後，會漸漸有晶體形成，所需時間會依材料而不同。若系統快速冷卻到固相溫度以下，就以動力學方式抑制结晶過程，可以形成類似玻璃的混合物。
在物質冷卻到液相溫度時，先形成的結晶相稱為原生結晶相（primary crystalline phase，或primary phase）
在玻璃產業中，液相溫度非常重要，因為在玻璃熔化及形成的過程中，結晶會導致嚴重的問題，可能會使產品失效損壞。